# Quái vật Yale

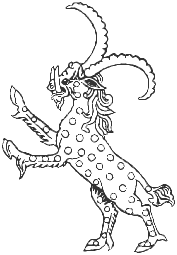
Quái vật Yale

Quái vật Yale (tiếng Latin: eale) hay còn gọi là quái vật dê, Quái vật hàm lợn đuôi voi là một sinh vật thần thoại trong truyền thuyết châu Âu được miêu tả trong thần thoại Hy Lạp cổ như một con dê với cặp sừng lớn và có sức mạnh được cho là rất lợi hại. Ngày nay, chúng là một trong những biểu tượng của Đại học Yale của Mỹ.

## Mô tả
Quái vật Yale có kích thước bằng một con hà mã, đuôi giống voi, bộ hàm giống loài lợn và có bộ lông màu vàng hoặc nâu. Tên của chúng bắt nguồn từ một từ có nghĩa là “có thể quay lại” trong tiếng Hy Lạp, ý muốn nói sừng của loài Yale có khả năng quay và thay đổi hướng để tấn công con mồi và đối thủ ở bất cứ phương hướng nào. Ngoài chức năng tự vệ, cặp sừng này còn dùng để săn mồi bằng cách đâm xuyên qua con mồi.
Điều này làm cho loài dê này trở nên bất khả chiến bại trong phạm vi sinh sống của chúng. Với sức mạnh của mình, Yale đã trở thành biểu tượng của sự bất khả chiến bại và sự tự hào về khả năng bảo vệ trên nhiều vùng miền trong thời Trung cổ. Con vật này được miêu tả là có hình dáng giống con tuần lộc, nhưng có một sức mạnh kinh hoàng. Đôi sừng của nó chính là một thứ vũ khí chết người. Đôi sừng này có thể xoay theo bất kỳ hướng nào để tấn công kẻ thù. 